# 岡村恵子
岡村恵子（おかむらけいこ、1969年 - ）は、東京都現代美術館学芸員。

## 概要
1969年生まれ。
早稲田大学大学院文学研究科芸術学(美術史)専攻修士課程修了。
東京都現代美術館学芸員（1995年 - 2007年）を経て、東京都写真美術館勤務（2007年 - 2021年）。
「映像をめぐる7夜」（2008）をふまえ、2009年に「恵比寿映像祭」を立ち上げ、第1-5回、第9回のディレクターを務める。
2021年から東京都現代美術館学芸員。

## 企画
- 「MOTアニュアル2000　低温火傷」（2000）
- 「転換期の作法　ポーランド、チェコ、スロヴァキア、ハンガリーの現代美術」（2005‐06）
- 「大竹伸朗　全景　1955‐2006年」（2006）[3]
- 「映像をめぐる7夜」（2008）
- 「イマジネーション　視覚と知覚を超える旅」（2008–09）
- 「躍動するイメージ。石田尚志とアブストラクト・アニメーションの源流」（2009–10）
- 「フィオナ・タン　まなざしの詩学」（2014）
- 「山城知佳子 リフレーミング」（2021）[4]